# 刘旺
刘旺（1969年3月25日—），男，汉族，中国山西省平遥县人，是一名中国航天员，以最高荣誉毕业于空军飞行学院，於1998年成为中国载人航天工程第一批航天员14人中年龄最小的一员，加入中国人民解放军航天员大队。现为特级航天员，少将军衔。
2012年6月16日，刘旺搭乘神舟九号飞船飞天执行任务，岗位01，並於6月24日完成中國首次手控交會對接任務。

## 生平

### 早期經歷
劉旺出生於山西省平遥县南政乡东游驾村的農村家庭，因家境生活緊張關係，在1988年8月選擇入伍，進入空軍長春飛行學院受訓，畢業後成為空軍飛行員。当时，凭着四年全优的成绩，空军向他颁发了当年唯一一份全优学员证书，并获得碩士學位，曾任某師某團某飛行大隊中隊長，安全飛行1000小時，被評為空軍二級飛行員。
1998年1月正式成為首批航天員，接受多年的航天員訓練，完成了基礎理論、航天環境適應性、航天專業技術、飛行程序與任務模擬訓練等8大類的訓練任務，以優異成績通過航天員專業技術綜合考核。劉旺是首批航天員中最年輕的成員，加入14年始被編入乘組，他在執行神舟九號任務前向記者稱，14年來一直時刻準備著執行航天飛行任務，以往每次落選後即投入到下一次任務的訓練中，「我告訴自己，只要沒接到停航命令，就還有機會。」神舟九號指令員景海鵬透露，劉旺的理論功底非常扎實，知識基礎好，是航天員中歷年考試獲得第一最多的人。
劉旺已婚，育有一名女兒。1988年6月加入中國共產黨。

### 神舟九号任务
执行神舟九号任务前，刘旺是二级航天员，大校军衔。2012年3月28日，神舟九號的乘組名單確定。根據最終考核結果，劉旺入選乘組，代號01；任務安排上，02號航天員景海鵬是指令長，對乘組和任務完成全面負責；01號劉旺為交會對接航天員，主要負責完成飛船與天宮的手控交會對接；03號劉洋則主要負責空間醫學實驗的管理。刘旺在地面的訓練模擬器上，進行了1500多次的手動交會對接操作訓練。
神舟九号于北京时间2012年6月16日18时37分24秒在甘肃酒泉卫星发射中心成功发射升空。6月18日14时14分，在完成捕获、缓冲、拉近和锁紧程序后，神舟九号与天宫一号紧紧相牵，中国首次载人交会对接取得成功，首位航天员于17时07分进入天宫一号。6月24日12时许，刘旺驾驶飞船成功与天宫一号对接，中国首次空间手控交会对接试验成功。6月29日10时03分，神舟九号返回舱在四子王旗着陆场成功着陆，劉旺等3名航天员安全返回。
6月21日下午，劉旺獨自在艙內練習口琴，當晚他利用天地雙向視頻通話機會，向生日的妻子吹奏兩首歌曲為她慶生，分別是《生日快樂》和《在水一方》。劉旺事後形容這是「天大的浪漫」，又指家庭與工作同等重要，不想以後因對太太和女兒有不足而遺憾。

### 后续
神舟九号任务结束后，刘旺晋升特级航天员。根据“专家们的建议和后续载人航天工程任务需要”，刘旺在北京航空航天大学人机与环境工程专业就读博士研究生，师从著名人机与环境工程及空调制冷技术专家、中国工程院院士王浚，并于2018年4月顺利从北航毕业，惟未参加4月14日上午的毕业典礼。
2018年7月27日，中国人民解放军航天员大队特级航天员刘旺被授予少将军衔。

## 执行任务
| 次序   | 任务名称 | 发射时间 （UTC）     | 着陆时间 （UTC）     | 运载火箭     | 对接     | 任务时长         | 舱外活动次数 | 舱外活动时长 |
| ------ | -------- | -------------------- | -------------------- | ------------ | -------- | ---------------- | ------------ | ------------ |
| 1      | 神舟九号 | 2012年6月16日, 10:37 | 2012年6月29日, 02:02 | 长征二号F遥9 | 天宫一号 | 12天15小时又25分 | N/A          | N/A          |
| 合计： | 合计：   | 合计：               | 合计：               | 合计：       | 合计：   | 12天15小时又25分 | 0            | 0            |